# Livelli del Reiki
I  livelli del Reiki  principali sono tre.
Ad ogni livello corrispondono iniziazioni o armonizzazioni per canalizzare l'energia Reiki per se stessi e per trasmetterla agli altri. Un'armonizzazione dura tutta la vita e viene trasmessa singolarmente. Il maestro si pone dietro l'allievo in piedi e traccia i simboli, poi ripete la procedura anteriormente e infine ritorna alle spalle per completarla.

## Il 1º Livello
Agisce sul corpo fisico portando sollievo nel dolore e (quando il karma dell'ammalato lo permette) guarigione.

Il 1º livello dura generalmente due giorni e consiste nell'iniziazione (o attivazione) e in vari trattamenti. L'iniziazione è suddivisa a sua volta in quattro cerimonie distinte aventi lo scopo di aprire progressivamente il canale energetico dell'individuo e metterlo in condizioni di ricevere Reiki dalla fonte originaria (Luce, Universo, Spirito) e trasmetterlo attraverso le mani.
Ogni cerimonia dura alcuni minuti ed è sacra e segreta in quanto il suo procedimento viene trasmesso oralmente ed esclusivamente da Maestro a Maestro. Sono necessarie due o tre settimane per adattarsi all'armonizzazione di primo grado, durante le quali una maggiore energia Ki entra nell'aura e l'aura stessa e i chakras vengono ripuliti. 
Per ricevere l'Iniziazione al 1º livello è sufficiente sedersi per alcuni minuti con gli occhi chiusi, le mani giunte e i piedi bene appoggiati a terra in presenza del Maestro di Reiki. Chiudere gli occhi significa affidarsi alla vita, lasciar andare il controllo, rinunciare a valutare ogni avvenimento sotto il punto di vista puramente razionale; congiungere le mani all'altezza del cuore ricorda l'atto della preghiera e invita a riconoscere che l'unità è all'interno dell'individuo; le piante dei piedi ben aderenti al suolo ricordano che è sempre bene tenere i piedi per terra cioè essere presenti anche nel piano materiale e fisico. Ma esiste soprattutto una componente energetica, indotta dal procedimento, dai simboli e dalle formule utilizzate dal Maestro che attiva nello
studente il processo della canalizzazione e trasmissione di Reiki. È l'azione della Conoscenza Millenaria che si esprime attraverso il Maestro, ad attivare l'energia della "guarigione". È Reiki stesso che si manifesta attraverso l'incontro della volontà e del consenso tra il Maestro e lo studente. 
A seguito dell'attivazione al 1º livello, la naturale capacità del corpo umano di contenimento dell'energia universale si espande notevolmente. Il complesso energetico del corpo (HEC) aumenta e si raffina, si sblocca dai ristagni energetici, elimina le tossine ed i chakra si aprono, si allineano e si puliscono. I chakra della corona, del terzo occhio, del cuore e dei palmi delle mani vengono aperti e si stabilisce un collegamento permanente al Reiki. Una volta attivati al 1º livello il canale non si potrà più richiudere ma solo ampliarsi. Non si dà energia a qualcuno, ma la si
suddivide con il paziente nel modo in cui ne ha più necessità. Quando si riceve l'attivazione al 1º livello, il corpo fisico (ed i corpi sottili) si liberano delle energie stagnanti e deboli, e ci potranno essere sintomi fisici d'eliminazione anche molto forti, aumento o diminuzione dell'appetito, starnuti, nervosismo, sogni strani, leggera depressione ed altri sintomi
di liberazione dei blocchi fisici e mentali, ma passeggeri.
L'uso del Reiki nel trattamento di questi sintomi per una più veloce eliminazione è la prima applicazione pratica dell'energia ricevuta.
La regola è che per smaltire l'accumulo di tossine e di blocchi energetici vecchi di anni occorrono circa tre giorni per ogni chakra ed avendo 7 chakra primari il periodo di "purgamento" per il 1º livello è di circa tre settimane. Si deve dare al nuovo tipo d'energia il tempo di depositarsi nel proprio sistema, per passare poi al 2º livello.  

### Il trattamento
È il procedimento con cui, dopo aver ricevuto l'iniziazione, si può trasmettere l'energia di Reiki. È sufficiente appoggiare le mani per qualche minuto sul proprio corpo o sul corpo del paziente per avvertire un passaggio di energia sotto forma di calore o vibrazione.
Una sensazione di forte calore alle mani indica che la zona interessata ha molto bisogno di energia, la sensazione di freddo alle mani indica un blocco persistente dell'energia in quel punto, mentre una normale sensazione di calore indica che in quella zona l'energia scorre naturalmente. Di solito la sensazione di forte calore si manifesta quando la zona interessata è affetta da una patologia di tipo acuto mentre il freddo indica che in quel punto il sintomo si è cronicizzato. In questo caso è bene rimanere sulla stessa posizione per tutto il tempo necessario perché la temperatura si normalizzi. 

### I trattamenti di Reiki di 1º Livello
I trattamenti di Reiki di 1º Livello sono:
- Trattamento di Base
- Auto-trattamento
- Trattamento Veloce
- Trattamento di Equilibratura dei chakra
- Trattamento alle piante e agli animali, al cibo e ai medicinali.

### I principali circuiti energetici nel 1º livello
Nel 1º livello di Usui Reiki si considerano due meridiani principali dell'agopuntura e un circuito energetico speciale per il Reiki. Il primo circuito è denominato vaso di concezione in medicina cinese e parte dal perineo, sale dalla spina dorsale, passa sopra la parte superiore della testa per scendere giù tra gli occhi per terminare nel palato. Il secondo circuito è conosciuto come il vaso regolatore e parte dalla lingua, giù attraverso la gola nella parte anteriore e centrale
del corpo, e tramite i genitali termina al perineo. Questi due circuiti vengono collegati comunemente in tutti gli stili di Chi Gong premendo la lingua sul palato e comprimendo i muscoli pubococcigei al perineo.
Il muscolo P.C. è l'interruttore della metà inferiore del circuito e la lingua/palato è l'interruttore della metà superiore. Chiudendo questi due interruttori si contrae Hui Yin. Questi due circuiti, quando Hui Yin è contratto, sono conosciuti come l’Orbita Microcosmica.
Quando si permette all'energia di fluire liberamente, quando praticate Chi Gong e/o quando si esegue le meditazioni di Reiki, è importante collegare almeno la metà superiore di questo circuito premendo leggermente con la lingua contro il palato. È da questi due canali energetici che tutti gli altri meridiani vengono alimentati, quindi, quando c'è uno squilibrio in uno di questi circuiti, c'è uno squilibrio nell'intero organismo. L'energia entra all'interno attraverso il chakra della corona, discende al chakra del cuore riempiendo l'intero corpo, ritorna al cuore lungo i meridiani, e si ramifica verso l'esterno attraverso le braccia fino alle mani, da cui è irradiata tramite i palmi. Quando l'interruttore non è chiuso, una determinata quantità di energia fuoriesce dal chakra della radice. Quando si permette coscientemente che l'energia eccedente esca attraverso i piedi ed il chakra della radice ed entri in profondità all'interno della Terra, si avrà coscientemente "radicato" la propria energia.

## Il 2º Livello
Il secondo livello di Reiki agisce più in profondità e permette l'utilizzo di "Chiavi energetiche": i simboli Reiki. La cerimonia di iniziazione è una sola, e serve ad attivare i simboli del 2º livello, cioè dei potenti catalizzatori di energia che vengono impressi, per così dire, nella coscienza e utilizzati per i vari trattamenti di 2º livello. Nel corso del 2º livello lo studente impara a conoscere i simboli, si esercita nella loro corretta esecuzione, apprende a pronunciarne con precisione il nome, apprende le sequenze corrispondenti ai vari trattamenti e in quali circostanze e con quali modalità applicarli. Lo studente iniziato al 2º livello sarà in grado di
richiamare tutta l'energia corrispondente al simbolo semplicemente pronunciandolo, tracciandolo o visualizzandolo.
 Il secondo livello armonizza anche le situazioni presenti e future, gli eventi speciali
(come matrimoni, viaggi, operazioni chirurgiche, esami). Permette di agire sul sistema mentale curando ansia, depressione, stress.

### Il processo di benessere del 2º livello
Se l'energia del 1º livello si focalizza essenzialmente nella guarigione del corpo fisico, il 2º livello apporta energia purificatrice in ogni aspetto della vita. La relazione con il paziente o con gli amici, il lavoro, la casa, la famiglia sono attraversati da un
profondo processo di guarigione e rinnovamento. Con il 2º livello aumenta il potere, la consapevolezza e quindi la responsabilità. Con il 2º livello sono in grado di saperne con chiarezza i motivi di insoddisfazione e una volta conosciuti, possono essere modificati, modificando se stessi, attraverso l'atteggiamento e la mente. Non è possibile cambiare la realtà, ma il modo di vederla. Come sul piano corporeo l'organismo espelle le tossine, così sul piano esistenziale affiorano, tutte le menzogne e le illusioni che bloccano il benessere.

### I simboli del 2º livello
I simboli sono tre e vengono rivelati nel corso del 2º livello
dando la possibilità di interagire con i quattro piani della realtà: fisico, emozionale, mentale e spirituale. C'è poi un quarto simbolo (il Simbolo del Maestro), che viene rivelato nel corso del 3º livello e permette di attivare nelle persone la capacità di trasmettere
Reiki:
- IL Primo simbolo rende disponibile e direzionabile l'energia, la sua traduzione potrebbe essere "attacco la spina" e la sua forma ne rappresenta e specifica il significato.
- IL Secondo simbolo riguarda il piano Mentale/Emozionale, ci aiuta a portare l'energia in profondità nel nostro psicosoma, oltre le nostre difese caratteriali e oltre il controllo della mente, nella forma ricorda una lettera dell'alfabeto sanscrito, ma anche uno degli appellativi del Buddha. È una pratica diffusa nel Buddismo Giapponese combinare l'antico sanscrito con il kanji (ideogramma) per creare simboli o definizioni all'interno delle scritture sacre.
- IL Terzo e il quarto simbolo sono interamente giapponesi, sia nella scrittura che nel nome e hanno una precisa traduzione che riguarda la facoltà di inviare energia a distanza e contattare l'energia del maestro al proprio interno. Il nome del quarto simbolo è presente nei trattati di filosofia e religioni orientali, essendo un'espressione Zen che significa "Stanza del tesoro della grande luce risplendente", ovvero la consapevolezza della propria Buddhità attraverso l'esperienza dell'illuminazione. Se il primo simbolo riguarda il "Qui e Ora" e il secondo simbolo riguarda il "Dentro" il terzo simbolo in qualche modo esprime il concetto del superamento dello "Spazio/Tempo", permettendo all'energia di viaggiare a distanza e interagire con accadimenti passati o futuri. Il Quarto Simbolo è il contatto diretto con la Fonte della Luce attraverso il Maestro Interiore e per questo viene più semplicemente definito come il simbolo del Maestro. Con il terzo simbolo è possibile effettuare un trattamento di Reiki a una persona che non è fisicamente presente. Essendo noto il potere dei mantra, l'efficacia del pensiero positivo, l'influenza che ha la mente nel causare disturbi psicosomatici, la pratica Buddhista prevede molte ore di ripetizione dei Sutra; nello yoga e nella meditazione attraverso mudrā o āsana si può controllare il respiro, il battito cardiaco e l'attività cerebrale.

I simboli di Reiki possono essere tracciati con un movimento delle mani, possono essere visualizzati, il loro nome può essere ripetuto come un mantra, ma tutto questo si rivela inutile in mancanza della cerimonia di iniziazione del 2º livello Reiki. In questo caso si tratta di una vera e propria attivazione delle energie corrispondenti a ciascun simbolo. Nel corso del 2º livello lo studente impara a conoscere i simboli, si esercita nella corretta esecuzione, apprende a pronunciarne con precisione il nome, apprende le sequenze corrispondenti ai vari trattamenti e in quali circostanze e con quali modalità applicarli. I simboli vengono successivamente impressi, come stampati nell'insieme Mente/Corpo dello studente attraverso la cerimonia compiuta dal Maestro. Ora lo studente è in grado di richiamare tutta l'energia corrispondente al simbolo semplicemente pronunciandolo o tracciandolo. Si può utilizzare il primo simbolo per potenziare gli effetti dei trattamenti di 1º livello o per dare energia al cibo, per purificare un oggetto da influenze negative o per proteggersi dalla manipolazione. Il secondo simbolo serve per penetrare fino all'essenza e sciogliere le difese che ne impediscono la manifestazione. Con il terzo simbolo si può dare energia alle relazioni, alla situazione economica, all'infanzia, al karma, alla Terra, a bambini, ad amici, a persone care anche se defunte per sostenerle nel passaggio, alla vita, al destino del mondo.

### I trattamenti di 2º livello
Utilizzano i simboli e particolari procedimenti atti a rendere disponibile l'energia.
Trattamento mentale
Serve a portare energia nella parte più profonda del nostro essere, direttamente all'essenza. Si utilizza il secondo simbolo, che è in grado di oltrepassare ogni blocco per contattare direttamente la coscienza. L'energia di guarigione non riguarda più soltanto il corpo fisico, ma direttamente il principio che lo informa, la psiche o anima. Durante il trattamento mentale sopraggiunge un senso di sprofondamento in se stessi, da cui si riemerge totalmente ristorati come da un lunghissimo e benefico sonno. Nei momenti di passaggio e cambiamento questo trattamento sostiene il processo di adattamento alla nuova realtà agevolandone l'integrazione.
Trattamento a distanza
Serve per dare energia alle persone che non sono presenti o a
situazioni della vita. Si usa il terzo simbolo, che rappresenta l'unificazione della coscienza e di conseguenza il superamento della separazione della realtà in spazio e tempo. Tracciando il terzo simbolo si entra in contatto con l'energia dello spirito, si apre la porta della coscienza divina dove non esiste più la concatenazione di causa ed effetto ma tutto esiste contemporaneamente su diversi livelli
di energia (sincronicità). Non solo possiamo dare Reiki a una persona lontana nello spazio, ma anche nel tempo. Possiamo dare energia alla nostra infanzia, a noi stessi ancor prima di nascere, o a una persona che ha lasciato il corpo fisico, a noi stessi dopo la nostra morte. L'energia di Reiki fluisce attraverso il nostro corpo e si crea
un ponte fra le coscienze, un tunnel nello spazio-tempo.
Trattamento di purificazione degli ambienti
Tutti gli oggetti materiali, dalle case ai vestiti, dai ciondoli all'automobile, essendo costituiti di energia, possono caricarsi dell'energia con cui entrano in contatto. Se nella casa in cui vivo qualcuno ha sofferto, le pareti e i mobili saranno carichi di energia di sofferenza. Gli oggetti sono un collegamento energetico con il passato, ma siccome, secondo la teoria della sincronicità, il passato non esiste ma esistono solo diversi livelli di coscienza, ecco che attraverso le cose il pensiero inconsapevolmente ci riporta a un vecchio livello di coscienza. Con il primo e terzo simbolo purifichiamo gli oggetti e gli ambienti perché interrompiamo il contatto con altri livelli di coscienza, nostri o altrui. È sempre salutare circondarsi
solo di quelle cose e persone che abbiano una reale attinenza con la nostra vita presente.

## Il 3º Livello
Rappresenta il livello didattico, cioè l'insegnamento. Secondo i Circoli Reiki tradizionali, dovrebbe essere conferito solo alle persone adatte a dedicare la propria vita al Reiki. È la scelta di diventare Maestro di Reiki. Nel terzo livello viene consegnato il quarto simbolo
e rivelato il procedimento dell'iniziazione. Ora il processo di guarigione non è più limitato al proprio corpo o alla propria vita, ma si allarga fino a comprendere tutta l'umanità.

### L'iniziazione del terzo livello
L'energia stessa dello Spirito si manifesta a questo punto per dare il suo assenso o per correggere eventuali lacune o, in alcuni casi, per consigliare di posticipare l'evento se ancora mancano requisiti essenziali nell'iniziando. La cerimonia dura pochi minuti. 
La cerimonia dell'iniziazione instaura una stretta relazione fra lo studente e il Maestro, dove compito fondamentale di quest'ultimo è rendersi garante e responsabile del processo di crescita dell'allievo. Sul piano energetico il Maestro è in grado di purificare l'iniziato dal dolore delle esperienze di questa vita e anche di altre vite, canalizzando l'energia negativa del Karma. Il Maestro di Reiki deve essere pronto ad assumere su di sé l'ombra e la proiezione delle persone a cui dà l'iniziazione, responsabilità non lieve e che necessita di una lunga e adeguata preparazione.